# Bradunia
Bradunia là một chi bướm đêm thuộc họ Erebidae.